# شیوه اثر محرک

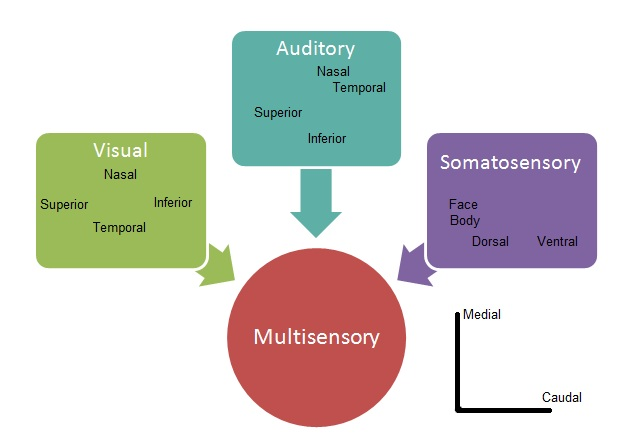
محل ادراک دیداری، شنیداری و حسی جسمی در کولیکولوس فوقانی مغز. همپوشانی این سیستم‌ها فضای چندحسی ایجاد می‌کند.

شیوه اثر محرک (به انگلیسی: Stimulus modality) که به آن شیوه اثر حسی (به انگلیسی: sensory modality) نیز می‌گویند، یکی از جنبه‌های یک محرک یا چیزی است که پس از یک محرک درک می‌شود. به عنوان مثال، شیوه اثر (مدالیته) دما پس از تحریک یک گیرنده توسط گرما یا سرما ثبت می‌شود. برخی از شیوه‌های اثر حسی عبارتند از: نور، صدا، دما، مزه، فشار و بو. نوع و محل گیرنده حسی فعال‌شده توسط محرک، نقش اصلی را در کدگذاری احساس ایفا می‌کند. همه شیوه‌های اثر حسی با هم کار می‌کنند تا در صورت لزوم، حس محرک‌ها را افزایش دهند.

نمودار شماتیک چشم انسان.

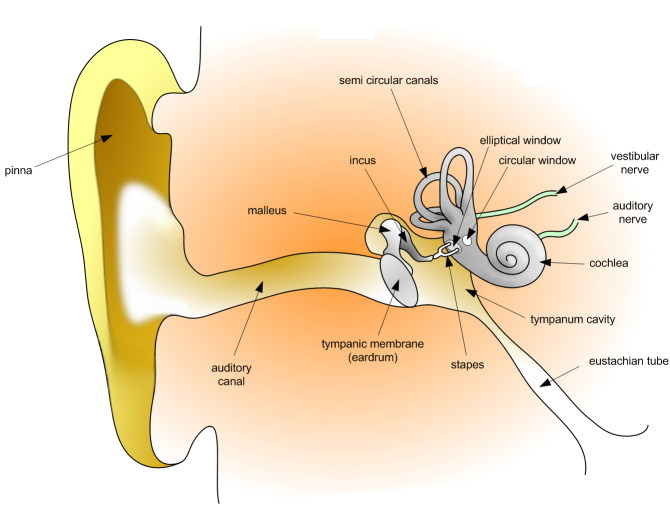
نمودار گوش انسان.